# Cyrtandra magentiflora
Cyrtandra magentiflora är en tvåhjärtbladig växtart som beskrevs av Margaret Clark Gillett. Cyrtandra magentiflora ingår i släktet Cyrtandra och familjen Gesneriaceae. Inga underarter finns listade i Catalogue of Life.